# Ahhotep II
Ahhotep II là một Vương hậu trong lịch sử Ai Cập cổ đại, có lẽ là vợ của Pharaon Kamose. Bà được gọi là Ahhotep II để phân biệt với Vương hậu Ahhotep I, là vợ cả của Pharaon Seqenenre Tao.

## Vương hậu Ahhotep
Hai quan tài được tìm thấy tại Deir el-Bahari và Dra' Abu el-Naga' ban đầu đều được cho là thuộc về Vương hậu Ahhotep I, còn Ahhotep II thì được cho là vợ của Pharaon Amenhotep I.
Vào những năm 1970, người ta phát hiện trên quan tài tại Deir el-Bahari có mang danh hiệu "Mẹ của Vua". Amenhotep I qua đời mà không có con, vì thế cỗ quan tài này phải thuộc về người mẹ của pharaon Ahmose I (tức Ahhotep I). Đến năm 1982, các nhà khoa học lại cho rằng, cỗ quan tài tại Dra' Abu el-Naga' thuộc sở hữu của Ahhotep I, cái còn lại là của Ahhotep II, và Ahhotep III là tên của một [Vương hậu] xuất hiện trên bức tượng của một hoàng tử tên Ahmose.
Vào năm 2004, Dodson và Hilton đã chỉ ra rằng, Ahhotep I mới là chủ sở hữu của cỗ quan tài tại Deir el-Bahari, cái còn lại là của Ahhotep II; và cũng không có một Vương hậu hay Nữ vương nào khác tên là Ahhotep ngoài hai bà.

## Thân thế
Ahhotep II được cho là vợ của Kamose, tuy nhiên đó chỉ là suy đoán mà thôi. Nếu đúng là như vậy, thì bà cũng có thể là mẹ của công chúa Ahmose-Sitkamose, về sau là một thứ phi của Ahmose I. Ahhotep II chỉ được gọi là "Người vợ hoàng gia vĩ đại", vì thế có lẽ bà không phải là mẹ của một vị pharaon nào.

## Chôn cất

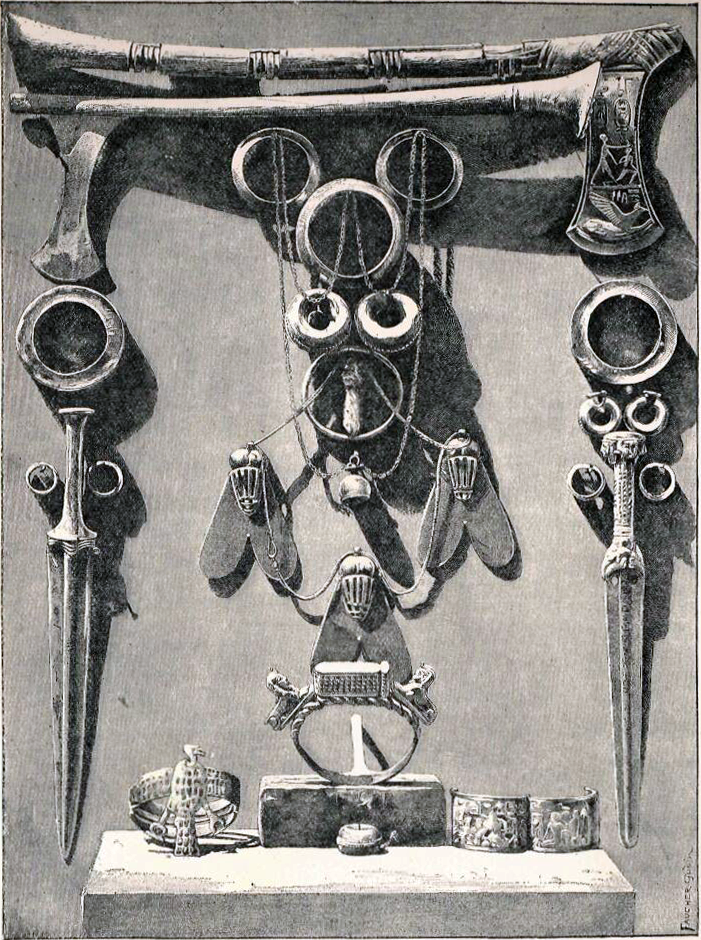
Trang sức và vũ khí được chôn theo Ahhotep II

Theo đó, Ahhotep II được chôn cất tại vùng Dra' Abu el-Naga'. Xác ướp của bà đã bị hủy hoại hoàn toàn vào năm 1859. Người ta tìm thấy trong ngôi mộ có rất nhiều trang sức bằng vàng và bạc, bên cạnh đó là một lưỡi rìu bằng đồng và nhiều đồ vật bằng hợp kim electrum và gỗ. Ba con ruồi bằng vàng được dành để tặng cho những người lập được nhiều chiến công trong quân đội, cũng nằm trong đống đồ tùy táng theo bà. Nhiều đồ vật có khắc tên của Kamose và Ahmose I.